# Sofija Novoselić
Sofija Novoselić (ur. 18 stycznia 1990 w Zagrzebiu) – chorwacka narciarka alpejska, olimpijka.

## Kariera
Po raz pierwszy na arenie międzynarodowej pojawiła się 3 grudnia 2005 roku w San Vigilio, gdzie w zawodach juniorskich zajęła trzecie miejsce w slalomie. W 2006 roku wystąpiła na mistrzostwach świata juniorów w Québecu, jednak nie ukończyła rywalizacji w slalomie i supergigancie. Jeszcze czterokrotnie startowała na imprezach tego cyklu, zajmując między innymi 17. miejsce w slalomie podczas mistrzostw świata juniorów w Altenmarkt w 2007 roku. W tym samym roku zdobyła brązowy medal w gigancie na olimpijskim festiwalu młodzieży Europy w Jace.
W zawodach Pucharu Świata zadebiutowała 11 listopada 2006 roku w Levi, gdzie nie zakwalifikowała się do pierwszego przejazdu slalomu. Pierwsze punkty wywalczyła 4 stycznia 2011 roku w Zagrzebiu, zajmując 25. miejsce w tej samej konkurencji. Nigdy więcej nie punktowała w zawodach tego cyklu. W sezonie 2010/2011 zajęła 121. miejsce w klasyfikacji generalnej.
Na igrzyskach olimpijskich w Vancouver w 2010 roku zajęła 39. miejsce w slalomie. Podczas rozgrywanych cztery lata później igrzysk olimpijskich w Soczi nie ukończyła pierwszego przejazdu slalomu i drugiego przejazdu giganta. Zajęła też między innymi 27. miejsce w slalomie na mistrzostwach świata w Åre w 2007 roku.

## Osiągnięcia

### Igrzyska olimpijskie
| Miejsce | Dzień     | Rok  | Miejscowość | Konkurencja | Czas biegu | Strata | Zwyciężczyni     |
| ------- | --------- | ---- | ----------- | ----------- | ---------- | ------ | ---------------- |
| 39.     | 26 lutego | 2010 | Whistler    | Slalom      | 1:42,89    | +12,02 | Maria Riesch     |
| DNF2    | 18 lutego | 2014 | Soczi       | Gigant      | 2:36,87    | –      | Tina Maze        |
| DNF1    | 21 lutego | 2014 | Soczi       | Slalom      | 1:44,54    | –      | Mikaela Shiffrin |

### Mistrzostwa świata
| Miejsce | Dzień     | Rok  | Miejscowość       | Konkurencja | Czas biegu | Strata | Zwyciężczyni     |
| ------- | --------- | ---- | ----------------- | ----------- | ---------- | ------ | ---------------- |
| DNF2    | 13 lutego | 2007 | Åre               | Gigant      | 2:31,72    | –      | Nicole Hosp      |
| 27.     | 16 lutego | 2007 | Åre               | Slalom      | 1:43,91    | +4,05  | Šárka Záhrobská  |
| DSQ1    | 12 lutego | 2009 | Val d’Isère       | Gigant      | 2:03,49    | –      | Kathrin Hölzl    |
| 33.     | 14 lutego | 2009 | Val d’Isère       | Slalom      | 1:51,80    | –      | Maria Riesch     |
| 43.     | 17 lutego | 2011 | Ga-Pa             | Gigant      | 2:20,54    | +10,04 | Tina Maze        |
| 28.     | 19 lutego | 2011 | Ga-Pa             | Slalom      | 1:45,79    | +8,01  | Marlies Schild   |
| 38.     | 16 lutego | 2013 | Schladming        | Slalom      | 1:39,85    | +8,55  | Mikaela Shiffrin |
| 33.     | 14 lutego | 2015 | Vail/Beaver Creek | Slalom      | 1:38,48    | +8,44  | Mikaela Shiffrin |

### Mistrzostwa świata juniorów
| Miejsce | Dzień       | Rok  | Miejscowość       | Konkurencja | Czas biegu | Strata | Zwyciężczyni          |
| ------- | ----------- | ---- | ----------------- | ----------- | ---------- | ------ | --------------------- |
| DNF1    | 4 marca     | 2006 | Quebec            | Slalom      | 1:37,30    | –      | Maria Pietilä-Holmner |
| DNF1    | 5 marca     | 2006 | Quebec            | Supergigant | 1:10,96    | –      | Anna Fenninger        |
| 33.     | 7 marca     | 2007 | Altenmarkt        | Zjazd       | 1:39,69    | +3,94  | Tina Weirather        |
| DNF2    | 8 marca     | 2007 | Altenmarkt        | Gigant      | 2:14,90    | –      | Nicole Schmidhofer    |
| 17.     | 11 marca    | 2007 | Altenmarkt        | Slalom      | 1:44,23    | +2,41  | Ilka Štuhec           |
| 39.     | 23 lutego   | 2008 | Formigal          | Supergigant | 1:40,19    | +5,16  | Viktoria Rebensburg   |
| 23.     | 28 lutego   | 2008 | Formigal          | Slalom      | 1:33,85    | +3,87  | Bernadette Schild     |
| 31.     | 29 lutego   | 2008 | Formigal          | Gigant      | 1:42,50    | +5,56  | Anna Fenninger        |
| 21.     | 1 marca     | 2009 | Ga-Pa             | Slalom      | 1:42,07    | +4,30  | Denise Feierabend     |
| 22.     | 2 marca     | 2009 | Ga-Pa             | Gigant      | 2:45,81    | +5,15  | Viktoria Rebensburg   |
| 36.     | 31 stycznia | 2010 | Region Mont Blanc | Supergigant | 1:32,21    | +2,65  | Marine Gauthier       |
| 30.     | 1 lutego    | 2010 | Region Mont Blanc | Slalom      | 1:34,47    | +6,59  | Christina Geiger      |

### Puchar Świata

#### Miejsca w klasyfikacji generalnej
- sezon 2006/2007: -
- sezon 2007/2008: -
- sezon 2008/2009: -
- sezon 2009/2010: -
- sezon 2010/2011: 121.
- sezon 2011/2012: -
- sezon 2012/2013: -
- sezon 2013/2014: -

#### Miejsca na podium
- Novoselić nie stanęła na podium zawodów PŚ.